# Втрати 1-ї окремої танкової бригади
У статті описано деталі загибелі бійців 1-ї окремої танкової бригади.

## Поіменний перелік

### 2014
- Дусь Сергій Васильович, 13.07.2014
- Коваль Юрій Миколайович, 26.7.2014
- Бруй Микола Віталійович, 27.07.2014[1]
- Деркач Сергій Павлович, 30.07.2014
- Моісеєнко Володимир Миколайович, 30.07.2014
- Мансуров Андрій Сергійович; 03.08.2014
- Плохий Андрій Віталійович, 03.08.2014
- Нагорний Сергій Михайлович; 03.08.2014
- Александренко Сергій Миколайович, 09.08.2014
- Дейнега Сергій Валентинович, 09.08.2014
- Титаренко Сергій Миколайович, 09.08.2014
- Мірошниченко Петро Олександрович, 13.08.2014
- Музика Роман Петрович, 16.08.2014
- Куц Геннадій Володимирович, 19.08.2014
- Андрейченко Максим Павлович, 22.08.2014
- Лущик Микола Григорович, 22.08.2014
- Ротозій Дмитро Віталійович, 01.09.2014
- Безгубченко Сергій Борисович, 04.09.2014
- Хуторний Юрій Миколайович, 04.09.2014
- Шик Олександр Геннадійович, 04.09.2014
- Ющенко Володимир Михайлович, 04.09.2014
- Власенко Дмитро Миколайович, 05.09.2014
- Лоскот Євген Олександрович, 05.09.2014
- Норенко Андрій Петрович, 05.09.2014
- Степанченко Дмитро Андрійович, 05.09.2014
- Буряк Анатолій Миколайович, 06.09.2014
- Рябий Віталій Вікторович, 07.09.2014
- Страхолис Юрій Олексійович, 07.09.2019[2]
- Ломов Віталій Ігорович, 27.09.2014
- Костюченко Юрій Миколайович, 04.10.2014
- Кривонос Станіслав Григорович, 04.10.2014
- Кунденко Володимир Іванович, 04.10.2014
- Тітарчук Володимир Іванович, 17.10.2014, помер від поранень
- Росомаха Микола Васильович, 16.11.2014, помер від поранень
- Бойко Валентин Анатолійович, 08.12.2014
- Лавренчук Віктор Іванович, 08.12.2014
- Носенко В'ячеслав Олексійович, 08.12.2014

### 2015
- Даньків Роман Романович, 03.01.2015[3]
- Потієнко Анатолій Юрійович, 07.01.2015
- Корзун Роман Анатолійович, 13.01.2015
- Васюк Микола Олександрович, 14.01.2015[4]
- Баширов Тахір Тахірович, 25.01.2015
- Шульц Михайло Сергійович, 25.01.2015
- Костюченко Артур Іванович, 14.02.2015
- Скляр Юрій Олексійович, 14.02.2015
- Петрик Сергій Вікторович, 22.02.2015
- Крук Володимир Анатолійович, 07.03.2015, помер від серцевої недостатності[5]
- Пиясюк Роман Володимирович, 10.03.2015
- Дубчак Анатолій Анатолійович, 12.04.2015
- Бойченко Микола Володимирович, 21.06.2015
- Рацюк Максим Анатолійович, 23.06.2015
- Луць Євген Михайлович, 22.08.2015[6]
- Стрельцов Юрій Петрович, 30.11.2015

### 2016
- Синільник Олег Миколайович, 02.01.2016[7]
- Козлов Сергій Дмитрович, 03.01.2016[8]
- Балюрко Степан Іванович, 18.02.2016[9]
- Павлюк Сергій Анатолійович, 01.03.2016[10]
- Радченко Богдан Ростиславович, 01.03.2016[11]
- Назаренко Богдан Анатолійович, 15.03.2016[12]

### 2018
- Жук Сергій Йосипович, 14.06.2018[13]
- Фалюн Віталій Григорович, 07.07.2018[14]
- Бойко Андрій Юрійович, 16.10.2018[15]

### 2019
- Ремінний Олег Володимирович, 04.10.2019[16]

### 2020
- Нікоріч Аллен Валерійович, 01.04.2020[17]
- Межаков Юрій Володимирович, 28.05.2020

### 2021
- Стеблянко Максим Сергійович, 06.04.2021[18]
- Яшин Петро В'ячеславович, 11.08.2021, гостра серцева недостатність[19]

### 2022
- 26 лютого; лейтенант Пантелюк Сергій Васильович
- Сенюк Олексій Олександрович, 27.02.2022[20]
- 27 лютого; молодший сержант Каплін Дмитро Олександрович
- 27 лютого; старший солдат Шостак Олександр Андрійович
- Бойправ Дмитро Юрійович, 08.05.2022
- Лавський Сергій Петрович, 18.11.2022. Времівка, Донецька область
- Михайло Валерійович Лесюта, 11.12.2022. с. Нескучне Донецької області[21]
- 11 березня 2022 року загинув молодший сержант Куриленко Олег Андрійович[22]

### 2023
- Сілкін Олександр Олексійович, 27 січня 2023, с. Нескучне на Донеччині[23]
- Ісаченко Євгеній. 18 грудня 1977 року, м. Чернігів. Загинув 19 травня 2023 на Донеччині[24]
- Гурин Сергій. 5 березня 1972, селище Кобижча. Загинув 19 травня 2023 на Донеччині[25]
- Гриненко Денис, старший солдат. Загинув 19 травня 2023 року в бою в районі міста Красногорівка на Донеччині[26].
- Шуст Сергій. 29 квітня 1977, селище Количівка. Загинув 20 травня 2023 на Донеччині[27]
- Столпник Дмитро. 2 жовтня 1974, м. Чернігів. Загинув 21 травня 2023[28]
- Борисенко  Олександр Олександрович, сержант. Загинув 12 червня 2023 року в районі села Сторожове, Волноваського району Донецької області  внаслідок мінометного обстрілу[29]
- Нагайченко Артем Борисович, старший солдат. Загинув 12 червня 2023 року в районі села Сторожове, Волноваського району Донецької області  внаслідок мінометного обстрілу[30]
- Смущенко Ігор Васильович. Загинув 19 червня 2023, Сторожове Волноваського району Донецької області[31].
- 21 липня; сержант Янголь Леонід Михайлович
- Бубенко Роман Васильович, головний сержант. Помер 26 липня 2023 року від отриманих поранень в Дніпропетровській міській лікарні № 8 [32].
- Красновський Віталій Миколайович, рядовий. Загинув 12 серпня 2023 року в районі н.п. Старомайорське Волноваського району Донецької області[33].
- 5 вересня; молодший сержант Гурський Тарас Теодорович
- 7 вересня; старший солдат Намись Данило Ігорович
- Росік Микола Олексійович, сержант. Загинув 22 листопада 2023 року в районі  смт Очеретине Покровського району Донецької області[34]

### 2024
- 16 січня  2024 року поблизу села Скучне  Покровського району Донецької області загинув солдат Купрієнко Станіслав Іванович [35]
- 7 квітня 2024 поблизу села Старомайорське Волноваського району Донецької області загинув єфрейтор В'юницький Сергій Григорович
- 10 жовтня 2024 — Голубенко Руслан Вадимович («Руха»). 3 грудня 2002, с. Рябухи Прилуцького району. Молодший сержант, командир відділення розвідки. Розстріляний біля села Толстий Луг Курської області [36][37][38][39][36].
- 10 жовтня 2024 — Морський Віталій. 19 березня 1997, м. Новгород-Сіверський. Старший солдат [40]
- 10 жовтня 2024 — Загній Геннадій Юрійович. 23 листопада 1991р.н. Ветеран АТО, молодший сержант, оператор БПЛА. Страчений біля села Толстий Луг Курської області. Похований в с. Кунашівка Чернігівської області.[41][42]
- 10 жовтня 2024 — Белейчик Іван Васильович. 25 червня 1996, м. Новий Розділ. Оператор БПЛА [43]
- 10 жовтня 2024 — Малігонов Микола Олексійович. 27 років [44]
- 17 листопада 2024 - Сергій Стець, 14.02. 1987, м. Хмельницький. Солдат. Загинув під час виконання бойового завдання біля н.п. Свердліково на Курщині внаслідок атаки ворожого дрона[45].